# Medaliści mistrzostw świata w kolarstwie szosowym – wyścig ze startu wspólnego mężczyzn (amatorzy)
Pełna lista medalistów mistrzostw świata w kolarstwie szosowym w wyścigu ze startu wspólnego amatorów.

## Wyniki
| Lp. | Rok       | Miejsce                                | Dystans                                | Złoto                                  | Srebro                                 | Brąz                                   |
| --- | --------- | -------------------------------------- | -------------------------------------- | -------------------------------------- | -------------------------------------- | -------------------------------------- |
| 1   | 1921      | Kopenhaga, Dania                       | 190                                    | Gunnar Sköld                           | Willum Nielsen                         | Charles Davey                          |
| 2   | 1922      | Liverpool, Wielka Brytania             | 160,9                                  | Dave Marsh                             | William Burkill                        | Charles Davey                          |
| 3   | 1923      | Zurych, Szwajcaria                     | 164                                    | Libero Ferrario                        | Othmar Eichenberger                    | Georges Antenen                        |
| 4   | 1924      | Paryż, Francja                         | 180                                    | André Leducq                           | Otto Lehner                            | Armand Blanchonnet                     |
| 5   | 1925      | Apeldoorn, Holandia                    | 183                                    | Henri Hoevenaers                       | Marc Bocher                            | Gerrit van den Berg                    |
| 6   | 1926      | Turyn, Włochy                          | 182,9                                  | Octave Dayen                           | Jules Merviel                          | Piero Polano                           |
| 7   | 1927      | Nürburgring, Niemcy                    | 184                                    | Jean Aerts                             | Rudolf Wolke                           | Michele Orecchia                       |
| 8   | 1928      | Budapeszt, Węgry                       | 187                                    | Allegro Grandi                         | Michele Mara                           | Jean Aerts                             |
| 9   | 1929      | Zurych, Szwajcaria                     | 200                                    | Pierino Bertolazzo                     | Remo Bertoni                           | René Brossy                            |
| 10  | 1930      | Liège, Belgia                          | 194                                    | Giuseppe Martano                       | Eugenio Gestri                         | Rudolf Risch                           |
| 11  | 1931      | Kopenhaga, Dania                       | 172                                    | Henry Hansen                           | Giuseppe Olmo                          | Leo Nielsen                            |
| 12  | 1932      | Rzym, Włochy                           | 137,4                                  | Giuseppe Martano                       | Paul Egli                              | Paul Chocque                           |
| 13  | 1933      | Montlhéry, Francja                     | 125                                    | Paul Egli                              | Kurt Stettler                          | Jef Lowagie                            |
| 14  | 1934      | Lipsk, III Rzesza                      | 112,8                                  | Cees Pellenaars                        | André Deforge                          | Paul-Émile André                       |
| 15  | 1935      | Floreffe, Belgia                       | 162                                    | Ivo Mancini                            | Robert Charpentier                     | Werner Grundahl                        |
| 16  | 1936      | Berno, Szwajcaria                      | 145                                    | Edgar Buchwalder                       | Gottlieb Weber                         | Pierino Favalli                        |
| 17  | 1937      | Kopenhaga, Dania                       | 204                                    | Adolfo Leoni                           | Frode Sørensen                         | Fritz Scheller                         |
| 18  | 1938      | Valkenburg, Holandia                   | 170                                    | Hans Knecht                            | Josef Wagner                           | Joop Demmenie                          |
|     | 1939–1945 | Przerwa spowodowana II wojną światową. | Przerwa spowodowana II wojną światową. | Przerwa spowodowana II wojną światową. | Przerwa spowodowana II wojną światową. | Przerwa spowodowana II wojną światową. |
| 19  | 1946      | Zurych, Szwajcaria                     | 189                                    | Henri Aubry                            | Ernst Stettler                         | Henri Van Kerckhove                    |
| 20  | 1947      | Reims, Francja                         | 164                                    | Adolfo Ferrari                         | Silvio Pedroni                         | Gerard van Beek                        |
| 21  | 1948      | Valkenburg, Holandia                   | 185,2                                  | Harry Snell                            | Liévin Lerno                           | Olle Wänlund                           |
| 22  | 1949      | Kopenhaga, Dania                       | 193,6                                  | Henk Faanhof                           | Henri Kass                             | Hub Vinken                             |
| 23  | 1950      | Moorslede, Belgia                      | 175                                    | Jack Hoobin                            | Robert Varnajo                         | Adolfo Ferrari                         |
| 24  | 1951      | Varese, Włochy                         | 172,3                                  | Gianni Ghidini                         | Rino Benedetti                         | Jan Plantaz                            |
| 25  | 1952      | Luksemburg, Luksemburg                 | 175                                    | Luciano Ciancola                       | André Noyelle                          | Roger Ludwig                           |
| 26  | 1953      | Lugano, Szwajcaria                     | 180                                    | Riccardo Filippi                       | Gastone Nencini                        | Rik Van Looy                           |
| 27  | 1954      | Solingen, RFN                          | 150                                    | Emiel Van Cauter                       | Hans Andresen                          | Martin van den Borgh                   |
| 28  | 1955      | Frascati, Włochy                       | 188                                    | Sante Ranucci                          | Lino Grassi                            | Dino Bruni                             |
| 29  | 1956      | Kopenhaga, Dania                       | 194,4                                  | Frans Mahn                             | Norbert Verougstraete                  | Jan Buis                               |
| 30  | 1957      | Waregem, Belgia                        | 190,4                                  | Louis Proost                           | Arnaldo Pambianco                      | Schalk Verhoef                         |
| 31  | 1958      | Reims, Francja                         | 177,9                                  | Gustav-Adolf Schur                     | Valère Paulissen                       | Henri De Wolf                          |
| 32  | 1959      | Zandvoort, Holandia                    | 189,2                                  | Gustav-Adolf Schur                     | Bas Maliepaard                         | Constant Goosens                       |
| 33  | 1960      | Karl-Marx-Stadt, NRD                   | 174,6                                  | Bernhard Eckstein                      | Gustav-Adolf Schur                     | Willy Vanden Berghen                   |
| 34  | 1961      | Berno, Szwajcaria                      | 181,5                                  | Jean Jourden                           | Henri Belena                           | Jacques Gestraud                       |
| 35  | 1962      | Salò, Włochy                           | 179,3                                  | Renato Boncioni                        | Ole Ritter                             | Arie den Hartog                        |
| 36  | 1963      | Ronse, Belgia                          | 196,8                                  | Flaviano Vicentini                     | Francis Bazire                         | Winfried Bölke                         |
| 37  | 1964      | Sallanches, Francja                    | 185,6                                  | Eddy Merckx                            | Willy Planckaert                       | Gösta Pettersson                       |
| 38  | 1965      | San Sebastián, Hiszpania               | 171,9                                  | Jacques Botherel                       | José Manuel Lasa                       | Battista Monti                         |
| 39  | 1966      | Nürburgring, RFN                       | 182,5                                  | Evert Dolman                           | Leslie West                            | Willy Skibby                           |
| 40  | 1967      | Heerlen, Holandia                      | 198,9                                  | Graham Webb                            | Claude Guyot                           | René Pijnen                            |
| 41  | 1968      | Montevideo, Urugwaj                    | 200                                    | Vittorio Marcelli                      | Luis Carlos Florès                     | Erik Pettersson                        |
| 41  | 1969      | Brno, Czechosłowacja                   | 180,2                                  | Leif Mortensen                         | Jean-Pierre Monseré                    | Gustaaf Van Roosbroeck                 |
| 43  | 1970      | Leicester, Wielka Brytania             | 180,3                                  | Jørgen Schmidt                         | Ludo Van Der Linden                    | Tony Gakens                            |
| 44  | 1971      | Mendrisio, Szwajcaria                  | 168                                    | Régis Ovion                            | Freddy Maertens                        | José Luis Viejo                        |
| 45  | 1973      | Barcelona, Hiszpania                   | 162,9                                  | Ryszard Szurkowski                     | Stanisław Szozda                       | Bernard Bourreau                       |
| 46  | 1974      | Montreal, Kanada                       | 175                                    | Janusz Kowalski                        | Ryszard Szurkowski                     | Michel Kuhn                            |
| 47  | 1975      | Yvoir, Belgia                          | 182                                    | André Gevers                           | Sven-Åke Nilsson                       | Roberto Ceruti                         |
| 48  | 1977      | San Cristóbal, Wenezuela               | 170                                    | Claudio Corti                          | Siergiej Morozow                       | Salvatore Maccali                      |
| 49  | 1978      | Nürburgring, RFN                       | 182,5                                  | Gilbert Glaus                          | Krzysztof Sujka                        | Stefan Mutter                          |
| 50  | 1979      | Valkenburg, Holandia                   | 178,8                                  | Gianni Giacomini                       | Jan Jankiewicz                         | Bernd Drogan                           |
| 51  | 1981      | Praga, Czechosłowacja                  | 187,6                                  | Andriej Wiedernikow                    | Rudy Rogiers                           | Gilbert Glaus                          |
| 52  | 1982      | Goodwood, Wielka Brytania              | 182,4                                  | Bernd Drogan                           | Francis Vermaelen                      | Jürg Bruggmann                         |
| 53  | 1983      | Altenrhein, Szwajcaria                 | 179,9                                  | Uwe Raab                               | Niki Rüttimann                         | Andrzej Serediuk                       |
| 54  | 1985      | Giavera del Montello, Włochy           | 177                                    | Lech Piasecki                          | Johnny Weltz                           | Frank Van De Vijver                    |
| 55  | 1986      | Colorado Springs, USA                  | 169,4                                  | Uwe Ampler                             | John Talen                             | Arjan Jagt                             |
| 56  | 1987      | Villach, Austria                       | 180                                    | Richard Vivien                         | Hartmut Bölts                          | Alex Pedersen                          |
| 57  | 1989      | Chambéry, Francja                      | 185,2                                  | Joachim Halupczok                      | Éric Pichon                            | Christophe Manin                       |
| 58  | 1990      | Utsunomiya, Japonia                    | 174                                    | Mirko Gualdi                           | Roberto Caruso                         | Jean-Philippe Dojwa                    |
| 59  | 1991      | Stuttgart, Niemcy                      | 173,8                                  | Wiktor Rżaksinski                      | Davide Rebellin                        | Beat Zberg                             |
| 60  | 1993      | Oslo, Norwegia                         | 184                                    | Jan Ullrich                            | Kaspars Ozers                          | Lubor Tesař                            |
| 61  | 1994      | Agrigento, Włochy                      | 197                                    | Alex Pedersen                          | Milan Dvorščík                         | Christophe Mengin                      |
| 62  | 1995      | Duitama, Kolumbia                      | 177                                    | Danny Nelissen                         | Daniele Sgnaolin                       | Pedro Rodríguez                        |

## Tabela medalowa
| Miejsce | Państwo         |    |    |    | Razem |
| ------- | --------------- | -- | -- | -- | ----- |
| 1.      | Włochy          | 18 | 12 | 8  | 38    |
| 2.      | Francja         | 7  | 9  | 8  | 24    |
| 3.      | Holandia        | 6  | 2  | 11 | 19    |
| 4.      | NRD             | 6  | 1  | 1  | 8     |
| 5.      | Belgia          | 5  | 11 | 10 | 26    |
| 6.      | Szwajcaria      | 4  | 8  | 6  | 18    |
| 7.      | Dania           | 4  | 5  | 4  | 13    |
| 8.      | Polska          | 4  | 4  | 1  | 9     |
| 9.      | Wielka Brytania | 2  | 2  | 2  | 6     |
| 10.     | Szwecja         | 2  | 1  | 3  | 6     |
| 11.     | ZSRR            | 2  | 1  | 0  | 3     |
| 12.     | Niemcy          | 1  | 2  | 3  | 6     |
| 13.     | Australia       | 1  | 0  | 0  | 1     |
| 14.     | Hiszpania       | 0  | 1  | 1  | 2     |
|         | Luksemburg      | 0  | 1  | 1  | 2     |
| 16.     | Brazylia        | 0  | 1  | 0  | 1     |
|         | Łotwa           | 0  | 1  | 0  | 1     |
|         | Słowacja        | 0  | 1  | 0  | 1     |
| 19.     | Czechy          | 0  | 0  | 1  | 1     |
|         | Ekwador         | 0  | 0  | 1  | 1     |